# Strepsylla dalmati
Strepsylla dalmati är en loppart som beskrevs av Traub et Barrera 1955. Strepsylla dalmati ingår i släktet Strepsylla och familjen mullvadsloppor. Inga underarter finns listade i Catalogue of Life.